# Peripsychoda wauensis
Peripsychoda wauensis és una espècie d'insecte dípter pertanyent a la família dels psicòdids.

## Descripció
- Mascle: ulls separats per una distància igual a 3 facetes de diàmetre; sutura interocular arquejada i afeblida al centre; vèrtex igual a 2,5-3 vegades l'amplada del pont ocular; occipuci estès en una mena de projecció cònica i aplanat a l'àpex; front amb una àrea pilosa rectangular; palp núm. 2 una mica més llarg que el 3; antenes d'1,32-1,46 mm de longitud i amb l'escap poca cosa més de dues vegades la mida del pedicel; flagel amb nodes asimètrics; tòrax sense patagi; ales de 2,15-2,40 mm de llargària i d'1,07-1,20 mm d'amplada, clapades de marró i amb un punt clar a prop de la base de R1, zona costal no engrandida, venes subcostal i cubital lliures als àpexs; fèmur més curt que la tíbia; edeagus acabat en una estructura rectangular allargada i estrenyent-se lleugerament a l'àpex;
- Femella: similar al mascle, però amb el lòbul apical dels genitals amb els costats gairebé paral·lels; antenes d'1,15-1,20 mm de longitud i ales de 2,25-2,50 mm de llargària i d'1,07-1,27 mm d'amplada.[3]

## Distribució geogràfica
És un endemisme de Nova Guinea.